# Scartichthys crapulatus
Scartichthys crapulatus és una espècie de peix de la família dels blènnids i de l'ordre dels perciformes.

## Morfologia
- Els mascles poden assolir 11,6 cm de longitud total.[4]

## Reproducció
És ovípar.

## Hàbitat
És un peix marí de clima temperat que viu entre 1-15 m de fondària.

## Distribució geogràfica
Es troba a les costes de Valparaíso (Xile).